# Bácsi-torok
A Bácsi-torok vagy Bácstorok IUCN IV-es besorolású természetvédelmi terület Romániában, Kisbács község közigazgatási területén. A kolozsváriak kedvelt kirándulóhelye.

## Fekvése
Kolozsvár központjától 8 kilométerre nyugat-északnyugati irányban, a Hójától északkeletre, Kisbács mellett található, a Hosszú-patak völgyében. A Széchenyi térről induló 31-es busszal közelíthető meg; a busz végállomásától a Nádas-patakon és a vasúton átkelve a kisbácsi vasútállomás felé kell haladni. Az utat 2018-ban leaszfaltozták, felújították és kivilágították.
Megközelíthető a Törökvágástól kiindulva a Hóján át is.

## Leírása
A Bácsi-torok eocén kori mészkőből alakult ki; a mészkő felett berédi rétegek és bryozoás márgarétegek helyezkednek el. A Bácsi-torok területén dolinák is találhatóak.
A mészkőrétegben kagylók, csigák, tengerisünök, tengeritehén- és teknősmaradványok, a mészkövek tetején kőlencsék (Nummulites fabiani), a berédi márga formációban mohaállat-telepek (Bryozoa) és nagy méretű osztrigaféle kagylók (Pycnodonte gigantica) találhatóak. Ritkábban késő eocén kori fehér tündérrózsa (Nymphaea cf. alba Linnaeus) fosszília is előfordul.
Az itt található mészkövet már a római korban is kitermelték, de ezt használták Kolozsvár várfalainak, kapuinak, bástyáinak, templomainak építésénél is.
A Bácsi-torokban a Starčevo–Körös-kultúrához tartozó korai újkőkorszaki település, illetve újkőkorszaki temetkezési hely maradványait tárták fel. A területen 1968–1969-ben és 1970–1971-ben Palkó Attila és Nicolae Vlassa vezetésével végeztek ásatásokat.
A Bácsi-torok növényei között megtalálható a kakasmandikó (Erythronium denscanis), martilapu (Tussilago farfara), májvirág (Hepatica nobilis), farkasboroszlán (Daphne mezereum) és a mogyoró.

## Képek

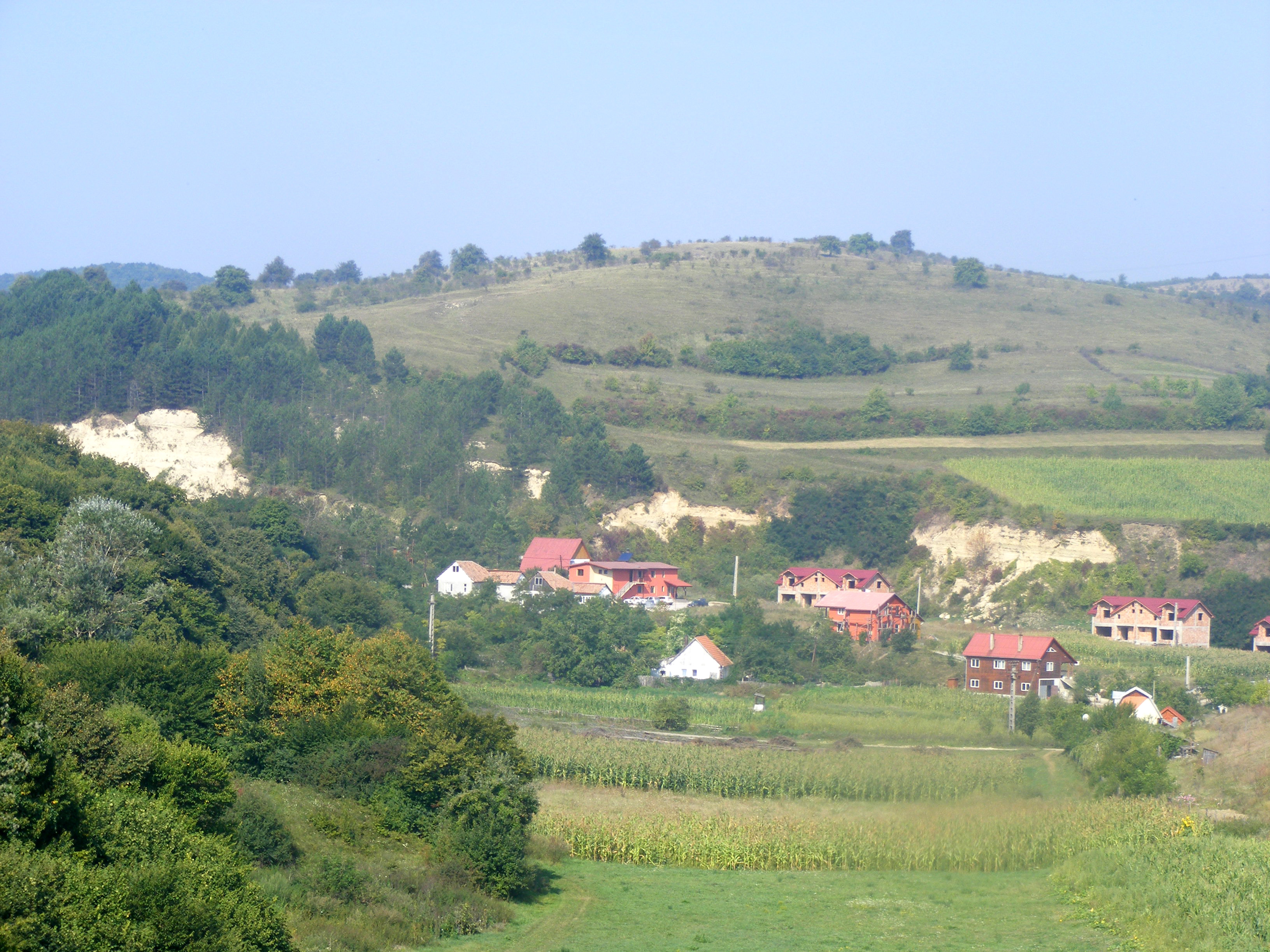
Mészkőfeltárás, balra a Kőszegő-hegy
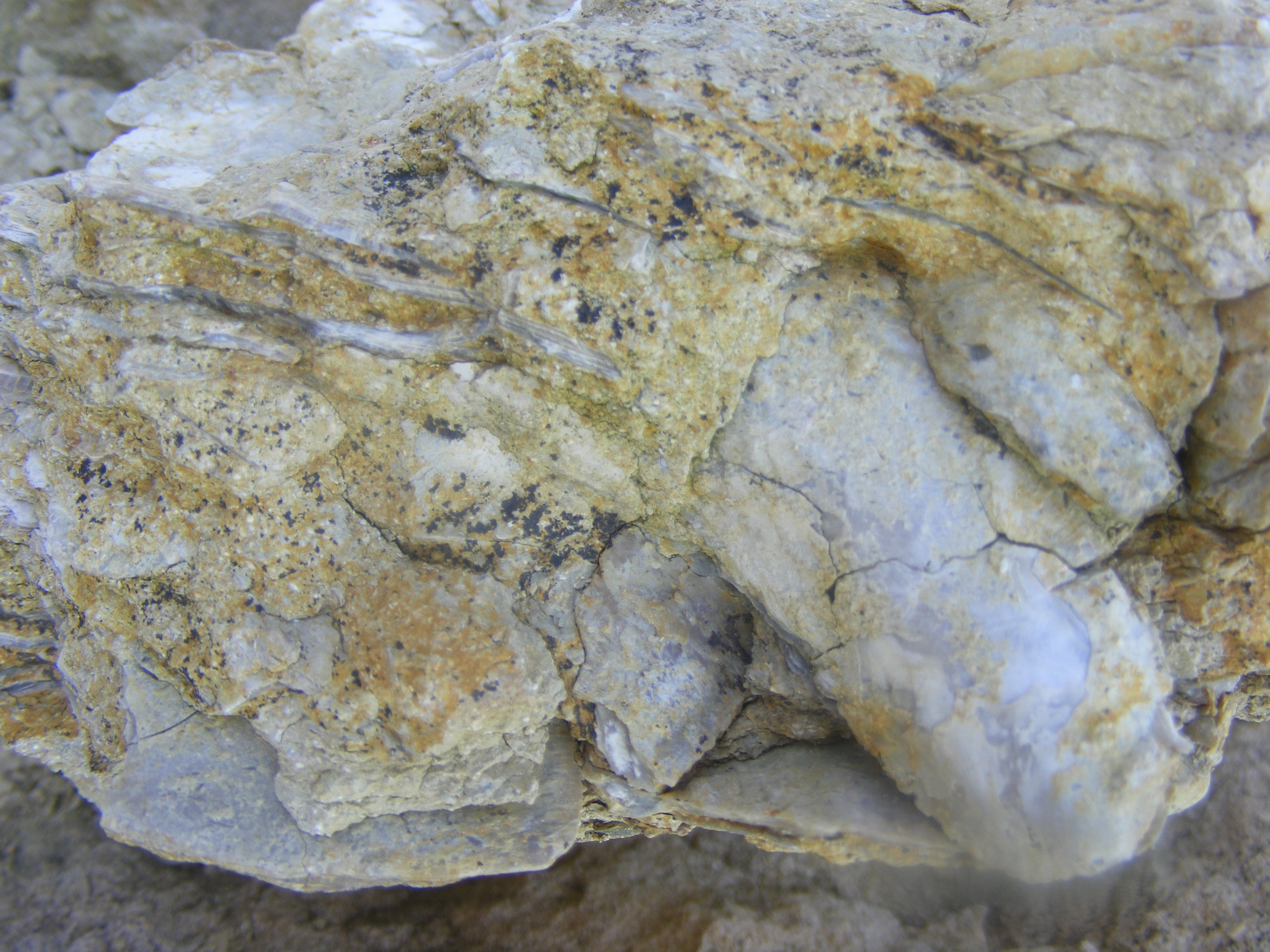
Vulsella dubia kövület
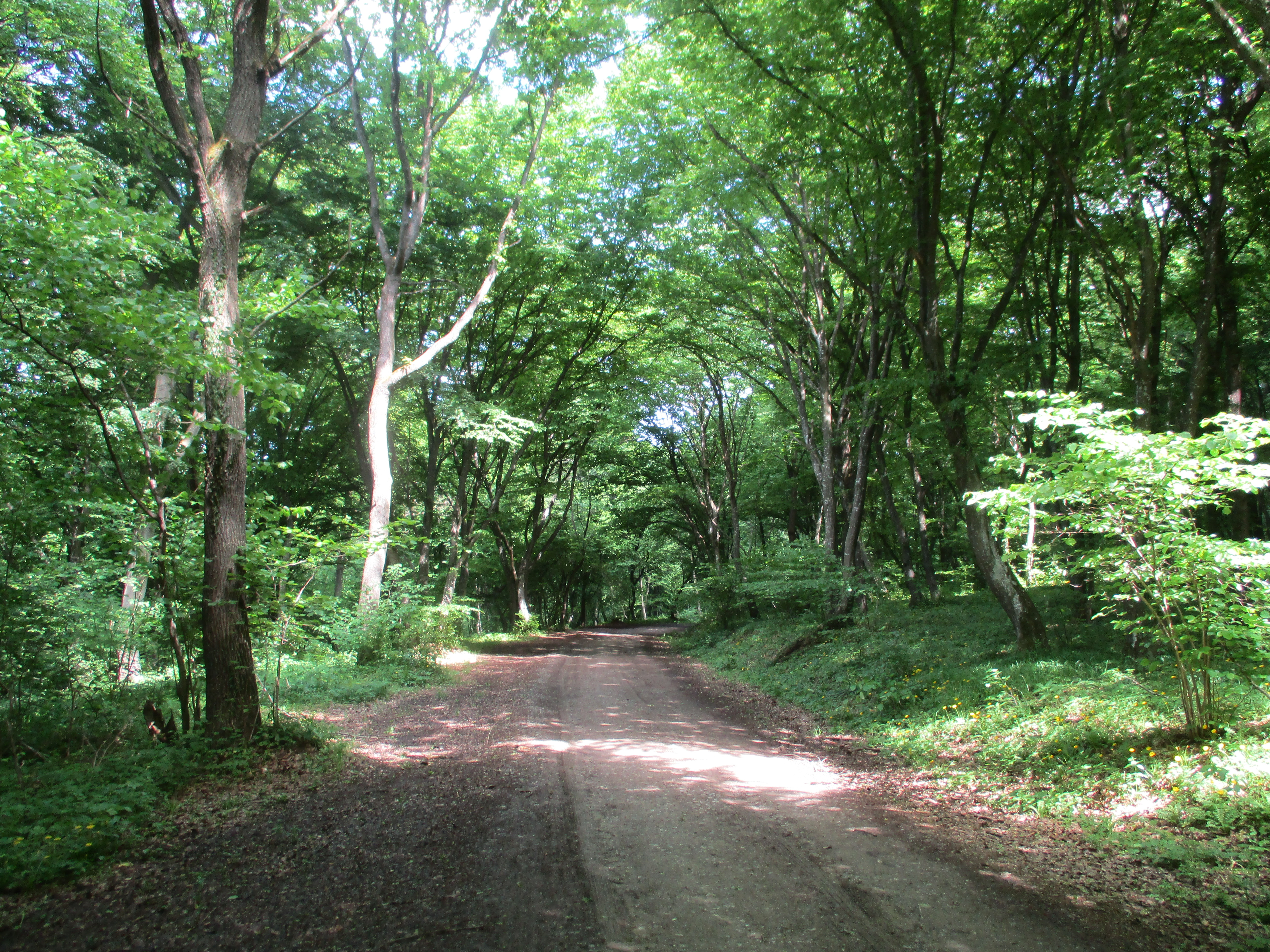
Bácsi-toroki erdő
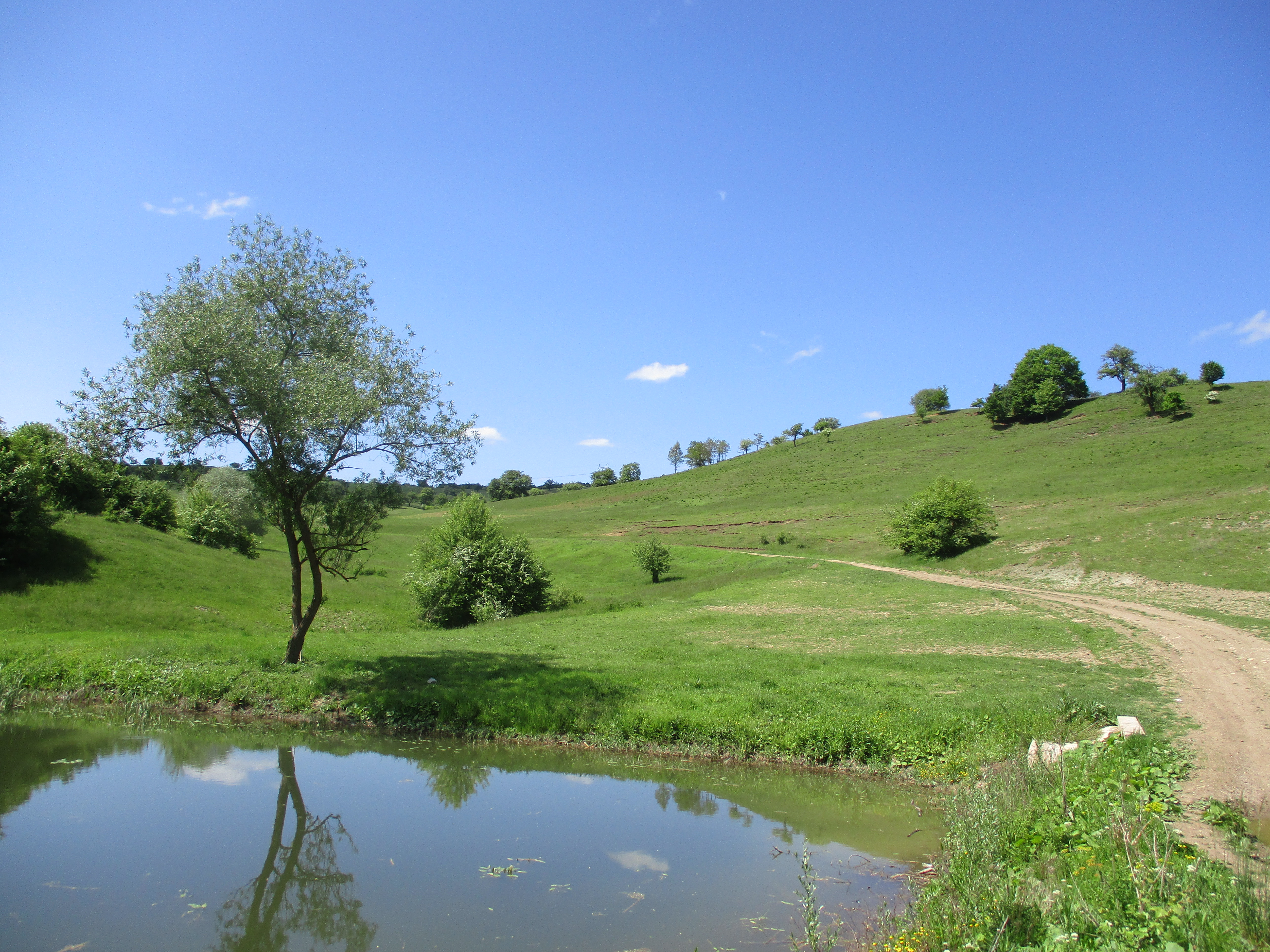
Bácsi-toroki tájkép